# Nemo (vulkaan)
De Nemo (Russisch: Немо) is een caldera op het eiland Onekotan dat deel uitmaakt van de Koerilen. Het eiland behoort thans tot Rusland, maar in het verleden tot Japan. De 1018 meter hoge caldera kende de laatste historische uitbarsting in 1938.